# I've Got Mine/It's Too Late
I've Got Mine/It's Too Late è il secondo singolo degli Small Faces pubblicato nel 1965.

## Tracce
1. I've Got Mine (Steve Marriott/Kenny Jones/Jimmy Winston/Ronnie Lane)
2. It's Too Late (Steve Marriott/Kenny Jones/Jimmy Winston/Ronnie Lane)